# آرتاشس آتومیان
آرتاشس یرواندی آتومیان (ارمنی: Արտաշես Երվանդի Ատովմյան؛ زادهٔ ۲۵ ژوئن ۱۹۰۳ - درگذشته ۱۹۷۹) یک مهندس طراح و مخترع متخصص در توپ دریایی اهل ارمنستان بود.

## زندگی‌نامه
در ۲۵ ژوئن ۱۹۰۳ در تفلیس به دنیا آمد و از دانشگاه پلی‌تکنیک پتر کبیر سن پترزبورگ فارغ‌التحصیل شد. وی همچنین برنده نشان برجسته افتخار (۱۹۳۹)، مدال دفاع از لنینگراد (۱۹۴۲) و جایزه استالین (۱۹۴۳) شده است. وی در ۱۹۷۹ در سن ۷۶ سالگی در مسکو درگذشت و در آرامستان نیکلو-آرخانگلسکی به خاک سپرده شد.

## نگارخانه

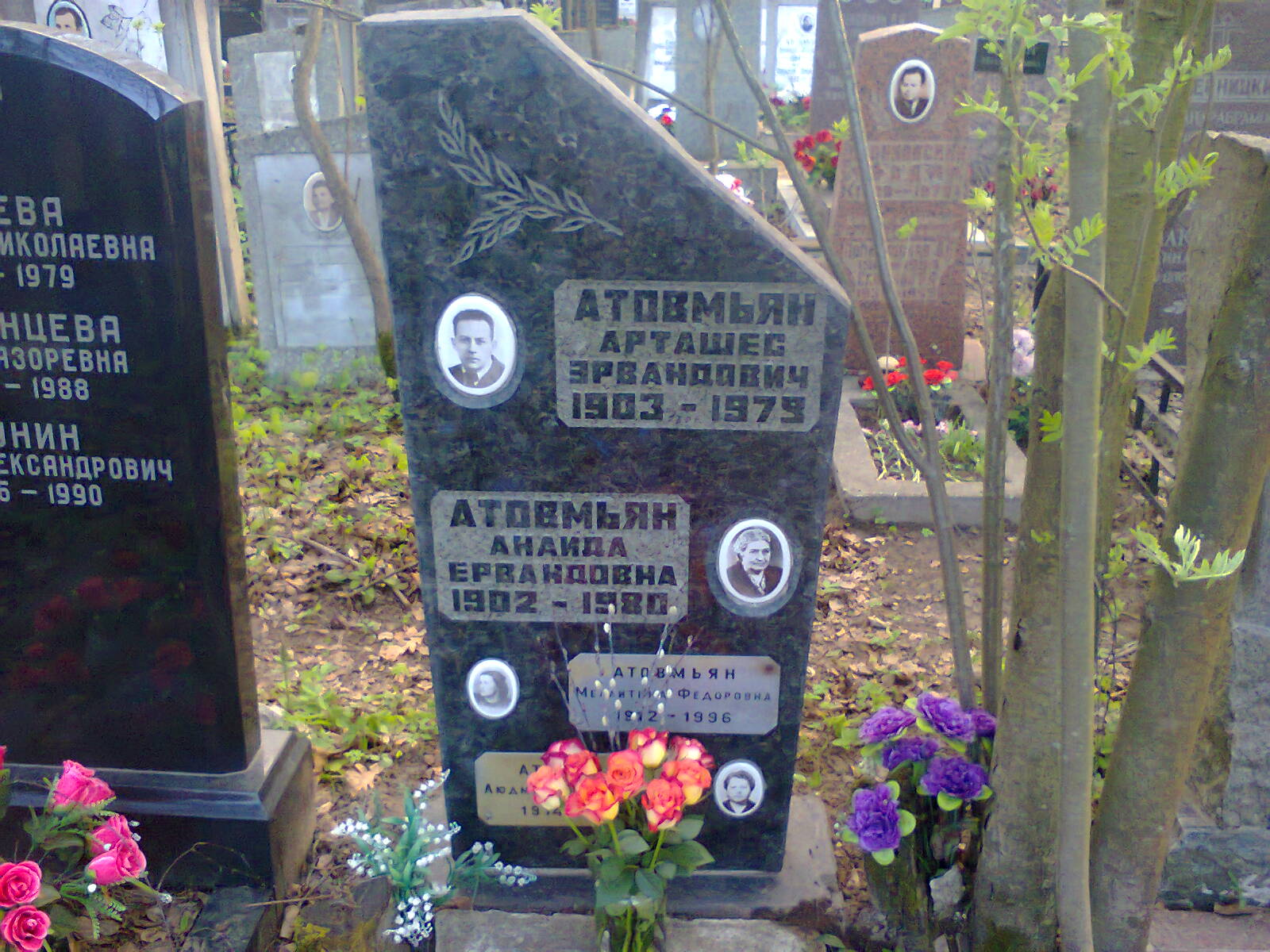
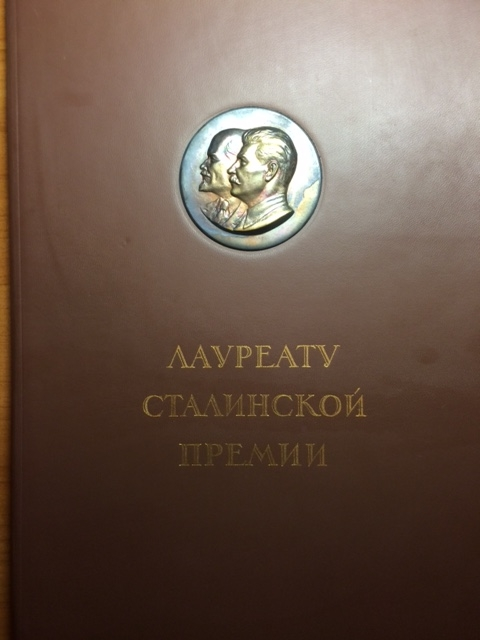
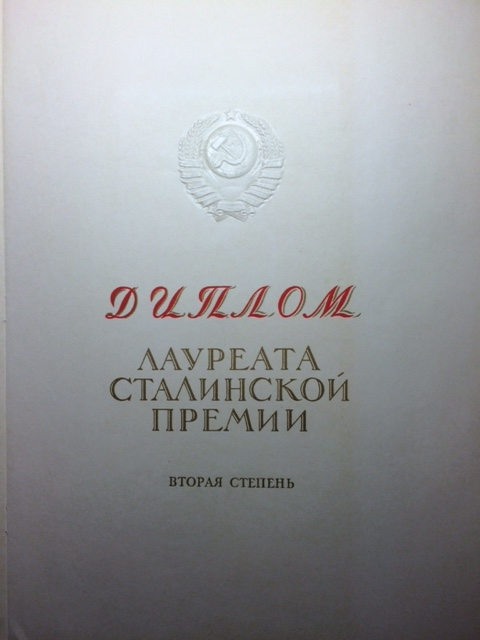
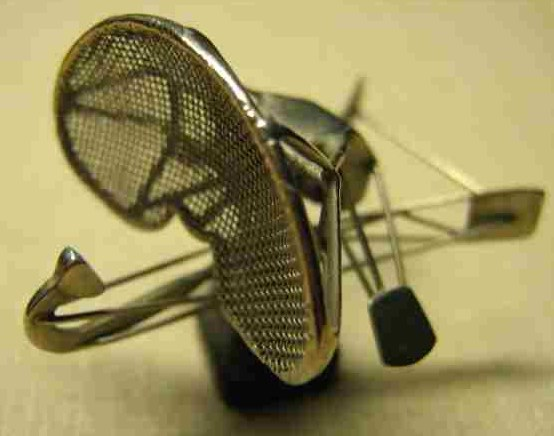
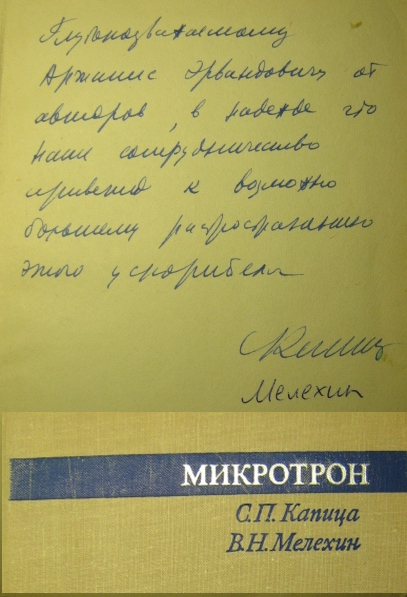
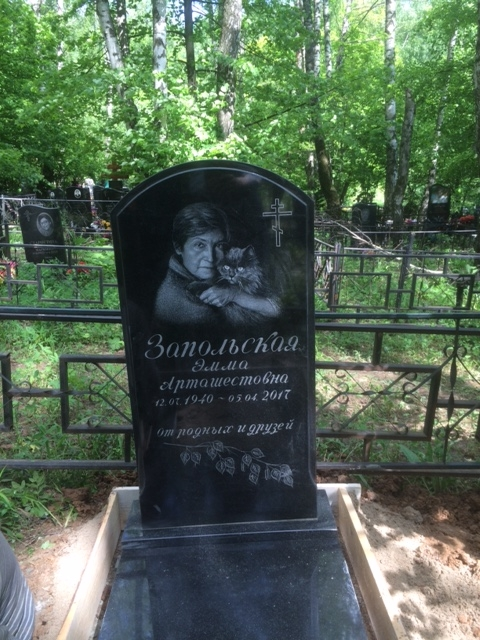
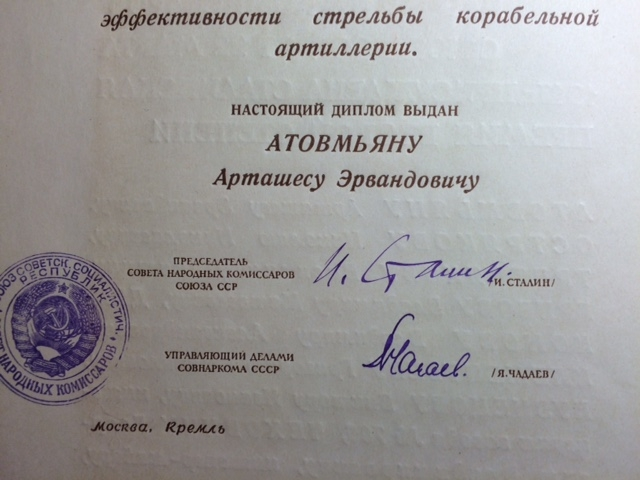

## یادداشت
1. ↑  Նիկոլո-Արխանգելսկի գերեզմանատուն